# Vergewaltigt in Ketten
Die italienische Filmkomödie Vergewaltigt in Ketten entstand 1961. Ihr Fernsehtitel Der Ritt auf dem Tiger ist eine wörtliche Übersetzung des Originaltitels A cavallo della tigre. Neben dem Hauptdarsteller Nino Manfredi spielen Mario Adorf und Gian Maria Volonté. Regisseur Luigi Comencini setzte das Projekt unmittelbar nach seiner besucherstarken Kriegskomödie Der Weg zurück um, und wie bei dieser verfasste er das Drehbuch dieser Commedia all’italiana wieder mit dem Autorenduo Age & Scarpelli.

## Handlung
Weil der Wohlstand an seiner Familie vorbeigegangen ist, nimmt der harmlose Lastwagenfahrer Giacinto Geld der Firma an sich. Er täuscht vor, Opfer eines Raubüberfalls geworden zu sein, doch sein dilettantisches Vorgehen bringt ihn für zwei Jahre hinter Gitter. Im Knast trifft er auf drei hartgesottene Verbrecher, die seine Gutmütigkeit ausnutzen und ihn zu Hilfsdiensten für ihren geplanten Ausbruch nötigen.
Per Zufall wird Giacinto ausgerechnet in ihre Zelle verlegt, zu Mario „dem Büffel“, dem sich vornehm gebenden, nicht minder brutalen Papaleo und dem älteren Mithäftling „die Ratte“. Die drei bestimmen, dass er als Mitwisser mit ihnen mitkommen muss. Der Ausbruch gelingt, wobei die Gefängnisleitung den Eindruck bekommt, Giacinto sei der Kopf der Bande, der alles eingefädelt hat. Alle vier finden sich in der Wohnung der Geliebten der „Ratte“ ein, wo aber die Polizei erscheint. Nur Giacinto und Mario gelingt es zu flüchten. Sie gelangen ans Meer, wo ein Matrose eines anlegenden Schiffs bereit ist, sie nach Port Said zu übersetzen – allerdings für eine hohe Geldsumme, die sie nicht verfügbar haben. In der Nacht sucht Giacinto seine Ehefrau auf, die in sehr armen Verhältnissen mit einem anderen Mann lebt, der halbwegs für die beiden Kinder aufkommt. Aus der Zeitung erfährt Giacinto, dass auf seine und Marios Ergreifung je eine Million Lire ausgesetzt sind. Der Frau kann geholfen werden, sagt er sich, und begibt sich zurück zu Mario. Am nächsten Morgen führt die verständigte Polizei die beiden Entflohenen ab, während Giacintos Frau mit ihrem neuen Lebensgefährten und ihren Kindern ein Leben in Wohlstand bevorsteht.

## Hintergrund und Rezeption
Vergewaltigt in Ketten ist eine bittere und verzweifelte Komödie. Ihr Protagonist Giacinto ist ein „armer Teufel, der im Gefängnis glücklicher ist als in der Freiheit“, ein ewiger Verlierer, dessen Frau mit einem anderen Mann lebt, dessen Kinder sich von ihm entfremdet haben und der am Ende jenen verraten muss, der sein Freund geworden ist. Durch seinen Coup will Giacinto sich in die Gesellschaft eingliedern, doch im Ergebnis wird er von ihr erst recht ausgestoßen.
An den Kinokassen war die Produktion ein Misserfolg. Koautor Age erklärte es so: „Wir haben in einen komischen Film eine gewisse Grausamkeit, einen gewissen Zynismus gelegt, der die Anteilnahme des Zuschauers nicht erzielt hat.“ Auch Comencini vermutete den Grund in der Bosheit; die Ablehnung durch das Publikum erschwerte ihm die Verwirklichung weiterer Filmprojekte. Er sprach sich jedoch gegen eine Opferhaltung aus, die davon ausgehe, das Publikum habe das Werk nicht verstanden.
Der film-dienst urteilte beim Erscheinen des „misslungenen“ Films, er schwanke „beständig zwischen Lustspiel und Reißer und gibt sich zudem noch passagenweise sozialkritisch ambitioniert. Das will alles nicht recht zueinander passen.“
Nachdem der Film 1973 am Rande des Filmfestivals von Venedig vor einem von Cineasten beherrschten Publikum aufgeführt worden ist, schrieb Lorenzo Codelli in Positif, die enthusiastische Reaktion von Zuschauern, die sonst nicht Komödien applaudierten, „bestätigt, dass dieser Film zu den gelungensten in der großen Tradition der italienischen Komödie zu zählen ist.“ Die unerbittlich realistische Schilderung des Gefängnislebens sei der Zeit voraus gewesen.
Der Filmhistoriker Jean A. Gili meinte 2003, der Film „wechselt glänzend die spassigsten Gags mit den stärksten dramatischen Begebenheiten ab.“ Er weise auch gut geführte Schauspieler auf, Nino Manfredi biete einen der Höhepunkte seiner Karriere. Bouniq-Mercier (2005) sah in Giacinto den „ewig Ausgebeuteten“. Sein Darsteller Manfredi gehe vollkommen in der Rolle auf. Weit davon, eine politische Pflichtübung zu sein, sei der Film „sehr lustig“, „mit zahlreichen Pointen und drolligen Situationen“. Eine DVD-Kurzrezension in L’Avant-Scène Cinéma sprach 2008 von einem „Werk voller Reife“ und einem besonderen Vergnügen.
2002 entstand unter der Regie von Carlo Mazzacurati eine Neuverfilmung mit dem gleichen Titel, A cavallo della tigre.